# Jean-Jacques Pierre
Jean-Jacques Pierre (Léogâne, Haití, 23 de enero de 1981) es un exfutbolista haitiano. Actualmente está sin club.

## Carrera como jugador
Nacido en Léogâne, Jean-Jacques Pierre comenzó su carrera en las categorías inferiores del club haitiano Cavaly. Después de impresionar con el club de la isla, Pierre se mudó a Argentina y se unió a Arsenal de Sarandí. Después de una temporada con el Arse, pasó al Deportivo Morón y convirtió la impresionante cantidad de siete goles como defensor. Su nivel le valió un pase al histórico equipo uruguayo Peñarol. Mientras estuvo con Peñarol, Pierre fue titular habitual del club y también participó en la Copa Libertadores. Fue votado como el mejor defensor del campeonato uruguayo durante 2004-2005. En 2005 fue fichado por el Nantes, de Francia, donde permaneció durante seis temporadas.
El 27 de enero de 2012, liberado de su contrato con el Nantes, fichó por un año con el equipo griego del Panionios. En julio de 2012, completó una prueba exitosa con el Caen y firmó un contrato de un año con el club. Luego de una temporada convincente, su contrato fue ampliado por dos años. Para su segunda temporada con el club francés, mantuvo una temporada de calidad, como titular y, en ocasiones, como capitán del equipo. Con su equipo, volvió a la Ligue 1 en la temporada 2014-15. Inicialmente titular, fue perdiendo su lugar poco a poco.
Durante las últimas horas de la ventana de fichajes de invierno de 2015, el defensa rescindió su contrato que lo vinculaba al Caen antes de unirse al Angers por cinco meses, en la Ligue 2. Logró, con sus compañeros, subir al club angevino a la Ligue 1 al final de la temporada.
En el verano de 2015 pasó a ser agente libre. Sin embargo, luego de un pre-acuerdo con un contrato de 2 años con el Tours FC, finalmente terminó fichando por el Paris FC el 24 de julio de 2015. El 4 de julio de 2017 se incorporó al US Granville, club de la cuarta división.

## Selección nacional
Pierre fue el capitán de la selección sub-23 de Haití y emergió como un jugador importante para la selección nacional completa. Hizo su debut en la selección nacional completa en diciembre de 2001 en un partido amistoso contra El Salvador y fue miembro del equipo de Haití en las finales de la Copa Oro de 2002 y 2007. Según la prensa haitiana, el 25 de marzo de 2009, Pierre anunció su retiro de la selección nacional alegando falsas acusaciones en su contra. Además, Pierre explicó que no fue tan valorado en la selección como lo fue en el Nantes. Sin embargo, regresó a la selección nacional y participó en los partidos de clasificación para la Copa del Mundo de 2010.

## Carrera como entrenador
En 2019 se incorporó al club Avant-Garde Caennaise, club de la 5ª división francesa, como segundo entrenador.
El 12 de marzo de 2021, Pierre se convirtió en el nuevo entrenador de la selección de Haití, reemplazando a Marc Collat con el objetivo inicial de llevar al país a la Copa Mundial de la FIFA 2022. El 30 de abril de 2023, su contrato expiró y no fue renovado por la Federación Haitiana de Fútbol.

## Clubes

### Como jugador
| Club            | País      | Año         |
| --------------- | --------- | ----------- |
| AS Cavaly       | Haití     | 1997 - 2001 |
| Arsenal         | Argentina | 2002        |
| Deportivo Morón | Argentina | 2003        |
| Peñarol         | Uruguay   | 2004 - 2005 |
| Nantes          | Francia   | 2005 - 2011 |
| Panionios       | Grecia    | 2011 - 2012 |
| Caen            | Francia   | 2012-2015   |
| Angers SCO      | Francia   | 2015        |
| Caen            | Francia   | 2015        |
| Paris FC        | Francia   | 2015 - 2017 |
| US Granville    | Francia   | 2017 - 2018 |
| MOS Caen        | Francia   | 2018 - 2019 |

### Como entrenador
| Club               | País  | Año         |
| ------------------ | ----- | ----------- |
| Selección de Haití | Haití | 2021 - 2023 |